# Allaines-Mervilliers
Pour les articles homonymes, voir Allaines.
Allaines-Mervilliers est une ancienne commune française située dans le département d'Eure-et-Loir en région Centre-Val de Loire, devenue le 1er janvier 2019 une commune déléguée au sein de la commune nouvelle de Janville-en-Beauce.

## Géographie

### Situation

Situation géographique
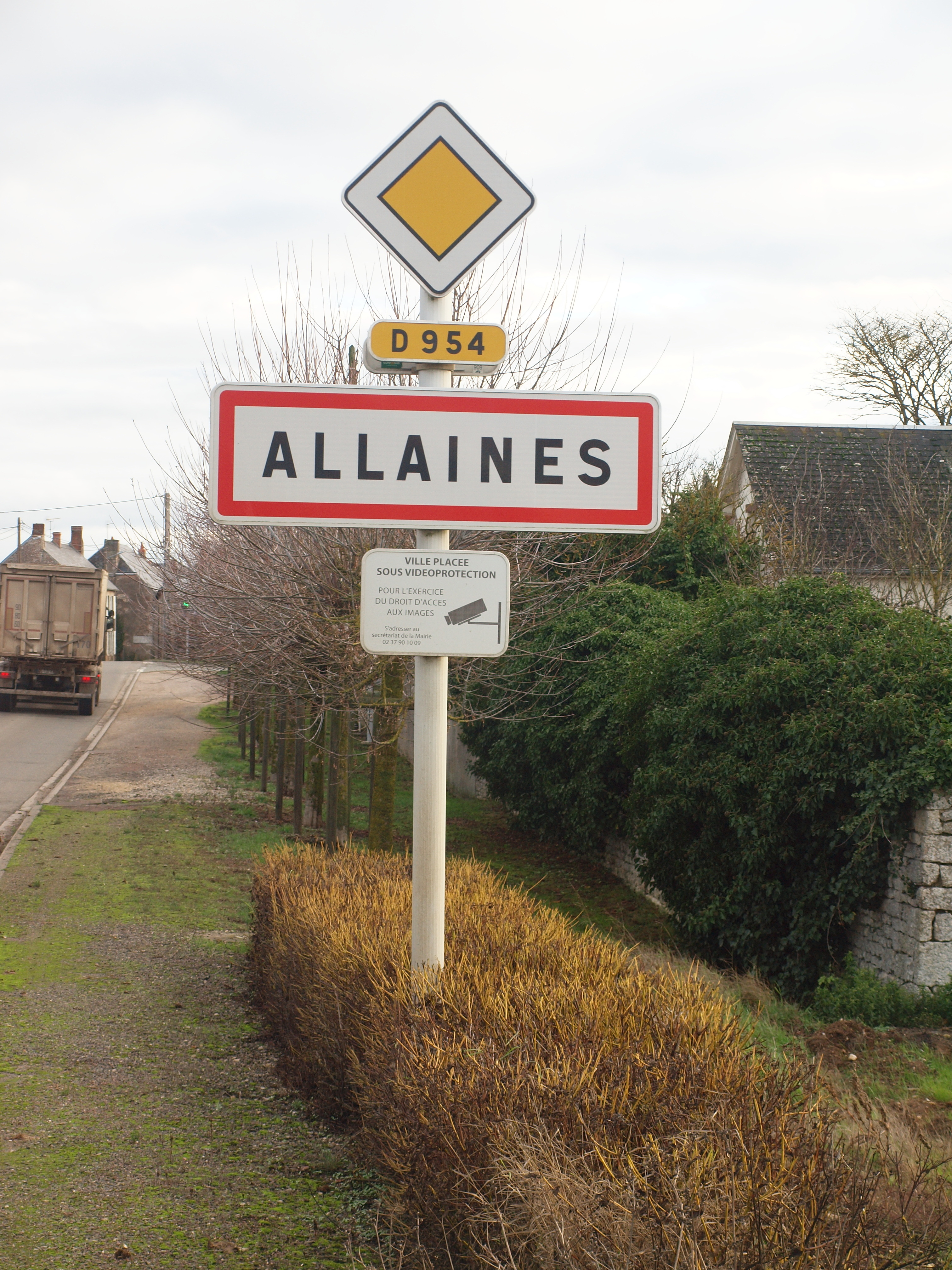
Panneau d'agglomération sur la D954.
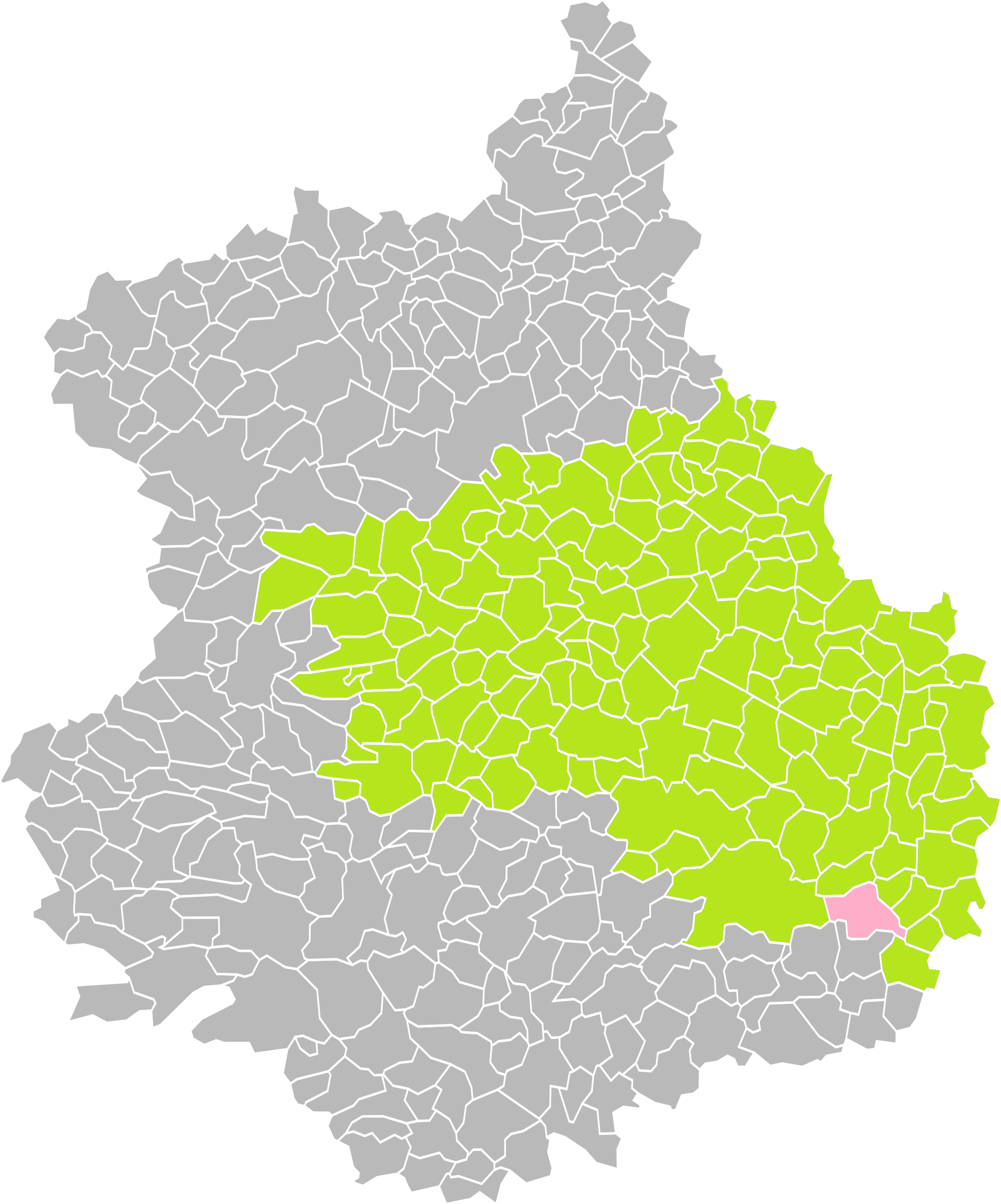
Allaines-Mervilliers dans son arrondissement.
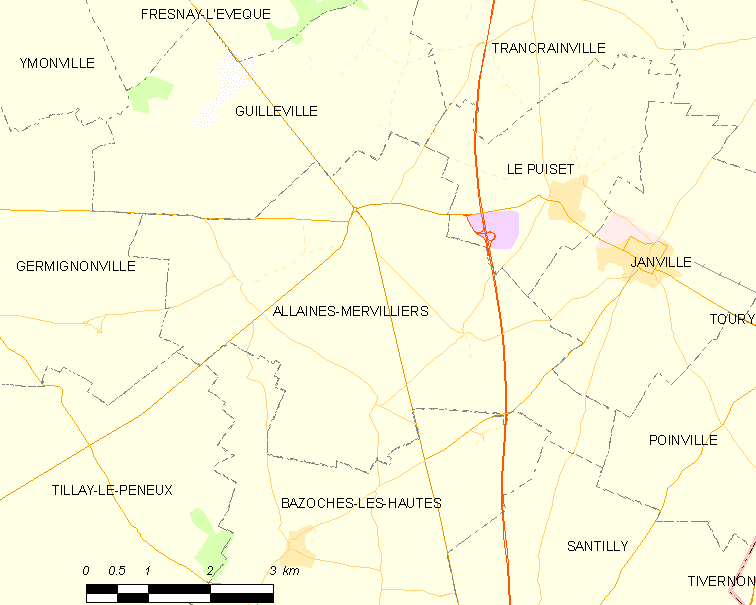
Carte de la commune d'Allaines-Mervilliers.

### Communes limitrophes
| Guilleville      |                      | Le Puiset          |
| Germignonville   | Allaines-Mervilliers | Janville           |
| Tillay-le-Péneux | Bazoches-les-Hautes  | Poinville Santilly |

### Lieux-dits et écarts
- Mervilliers, hameau situé au sud de la commune.
- Outrouville, hameau situé au sud-est de la commune.
- Villermon, hameau situé à l'ouest de la commune.

### Transports routiers
- Ligne d'autocar 20 du réseau TER Centre-Val de Loire.

## Toponymie
Allaines est attesté sous la forme latine Alena en 1130.

Ce toponyme dériverait du peuple des Alains, originaire du nord Caucase.
 
Pénétrant dans l'Empire Romain, les Alains fondèrent un éphémère royaume centré sur Orléans qui était leur capitale au milieu du Ve siècle.
Mervillers est attesté sous la forme Marvillare en 1233.

C'est en 1972 que les communes d'Allaines et Mervilliers ont fusionné pour devenir Allaines-Merviliers.

## Histoire
Le 1er janvier 2019, elle fusionne avec Janville et Le Puiset pour constituer la commune nouvelle de Janville-en-Beauce dont la création est actée par un arrêté préfectoral du 19 décembre 2018.

## Politique et administration

### Liste des maires
| Période                                  | Période          | Identité                | Étiquette | Qualité     |
| ---------------------------------------- | ---------------- | ----------------------- | --------- | ----------- |
| mars 2001                                | 2014             | Marie-Madeleine Decorte |           |             |
| 2014                                     | 31 décembre 2018 | Jean-Michel Gouache     | SE        | Agriculteur |
| Les données manquantes sont à compléter. |                  |                         |           |             |

## Population et société

### Démographie
L'évolution du nombre d'habitants est connue à travers les recensements de la population effectués dans la commune depuis 1793. Pour les communes de moins de 10 000 habitants, une enquête de recensement portant sur toute la population est réalisée tous les cinq ans, les populations de référence des années intermédiaires étant quant à elles estimées par interpolation ou extrapolation. Pour la commune, le premier recensement exhaustif entrant dans le cadre du nouveau dispositif a été réalisé en 2006.

En 2016, la commune comptait 309 habitants, en évolution de −8,04 % par rapport à 2010 (Eure-et-Loir : −0,23 %, France hors Mayotte : +2,11 %).
| 1793 | 1800 | 1806 | 1821 | 1831 | 1836 | 1841 | 1846 | 1851 |
| ---- | ---- | ---- | ---- | ---- | ---- | ---- | ---- | ---- |
| 446  | 465  | 476  | 502  | 552  | 576  | 550  | 537  | 569  |

| 1856 | 1861 | 1866 | 1872 | 1876 | 1881 | 1886 | 1891 | 1896 |
| ---- | ---- | ---- | ---- | ---- | ---- | ---- | ---- | ---- |
| 563  | 563  | 585  | 583  | 564  | 539  | 520  | 530  | 524  |

| 1901 | 1906 | 1911 | 1921 | 1926 | 1931 | 1936 | 1946 | 1954 |
| ---- | ---- | ---- | ---- | ---- | ---- | ---- | ---- | ---- |
| 489  | 469  | 407  | 351  | 375  | 370  | 394  | 388  | 358  |

| 1962 | 1968 | 1975 | 1982 | 1990 | 1999 | 2006 | 2011 | 2016 |
| ---- | ---- | ---- | ---- | ---- | ---- | ---- | ---- | ---- |
| 326  | 309  | 306  | 277  | 239  | 274  | 341  | 332  | 309  |

## Culture locale et patrimoine

### Lieux et monuments

#### Voie Romaine entre Chartres et Orléans
Une borne milliaire gallo-romaine dressée à un carrefour atteste que la commune se trouvait sur le trajet de la voie romaine.[réf. nécessaire]

#### Ancienne église de Mervilliers
Classé MH (1915).

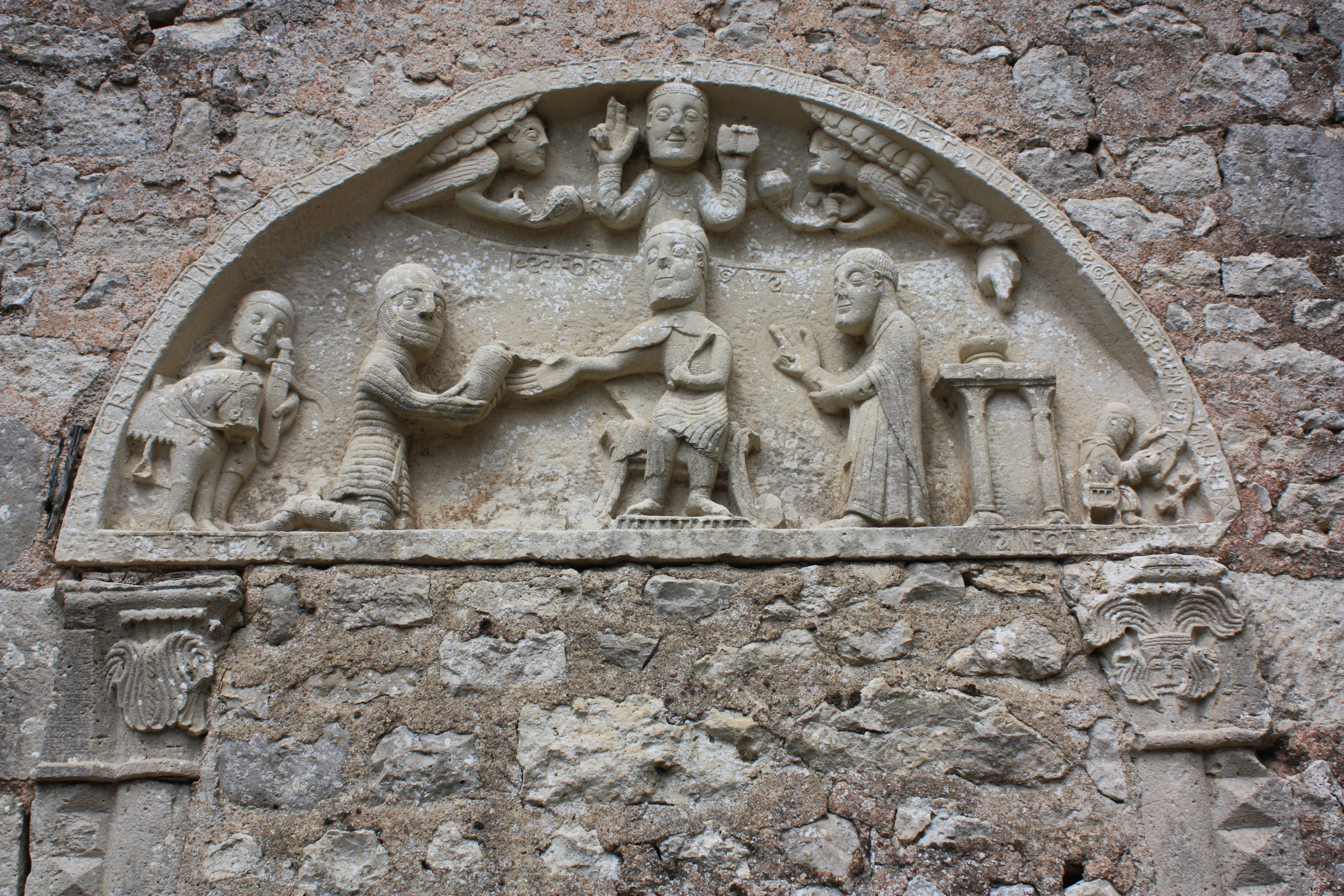
Tympan de l'ancienne église.

L'ancienne église Saint-Fiacre de Mervilliers est aujourd'hui une propriété privée agricole. Les vestiges de cette ancienne église paroissiale, dont le tympan et piédroits de l'ancien portail du XIIe siècle, sont toujours visibles depuis la cour de la ferme. Le tympan comprend une scène de don remarquable.

#### Église Saint-Martin-et-Saint-Phalier d'Allaines
Cette église est située à Allaines, dans l'enceinte du cimetière. Certains offices religieux y sont encore célébrés.

#### Chapelle du presbytère d'Allaines
La façade et le portail de la chapelle datant de 1777 sont toujours visibles depuis la rue. Cette chapelle est aujourd'hui dans l'enceinte d'une propriété privée et n'est donc pas visitable.

### Personnalités liées à la commune
- Marie-Anne de Tilly religieuse du XVIIe siècle[11],[12], cofondatrice des Sœurs de Saint-Paul de Chartres, originaire d’Allaines ;
- Carmen Tessier (1911-1980), journaliste française née le 24 juin 1911 à Allaines.